# I Left My Heart in San Francisco
"I Left My Heart in San Francisco" là một bài hát nhạc pop, được viết vào mùa thu năm 1953 tại Brooklyn, New York, bởi George Cory (1920-1978) và Douglass Cross (1920-1975) và nổi tiếng nhất khi bài được hát bởi Tony Bennett.
Năm 1962 bài hát đã được phát hành như một đĩa đơn của Bennett bởi hãng Columbia Records, mặt B " Once Upon a Time " đã đạt vị trí 19 trên bảng xếp hạng Billboard Hot 100, và cũng đã được đưa vào trong album cùng tên. Bài hát là một trong những thành ca chính thức của thành phố San Francisco.

## Bối cảnh
Nhạc được viết bởi Cory, và lời của Cross, về 2 nhà văn nghiệp dư tưởng nhớ tới San Francisco sau khi đã dọn tới New York.
Mặc dù bản này đầu tiên được viết cho Claramae Turner, mà thường dùng nó để hát khi được yêu cầu hát tiếp, bà không có dịp để thâu dĩa. Sau đó bài hát đã được giới thiệu tới Tony Bennett qua Ralph Sharon, người đệm nhạc lâu năm cho Bennett và là bạn của các nhà soạn nhạc.